# 職業訓練指導員 (和裁科)
職業訓練指導員 (和裁科)（しょくぎょうくんれんしどういん わさいか）は、職業訓練指導員免許のうちの1つ。厚生労働省管轄。

## 受験資格
職業訓練指導員免許の受験資格と試験免除を参照。
和裁科においては、1級または2級和裁技能士の保有者は実務経験不要で、1級合格者は実技と関連学科の試験が免除され、2級合格者は実技の試験が免除される。

## 試験科目

### 学科試験
1. 指導方法（職業訓練原理、教科指導法、訓練生の心理、生活指導及び職業訓練関係法規）
2. 関連学科
  1. 系基礎学科
    1. 裁縫知識（裁縫工程 裁縫用具 見積り）
    2. 縫製法（縫製法 縫製用材料）
    3. 安全衛生（安全管理 衛生管理）

  2. 専攻学科
    1. 和裁法（裁縫工程 和服の種類 裁縫法）
    2. 被服学（被服史 被服論 被服科学 服装美学）

### 実技試験
1. 和服縫製
2. 着付け